# Kuusankoski
Kuusankoski – miasto i dawna gmina w Finlandii w prowincji Finlandia Południowa. Około 19 685 mieszkańców. Prawa miejskie otrzymało w 1973.
W 2009 roku 6 gmin – Kouvola, Kuusankoski, Elimäki, Anjalankoski, Valkeala i Jaala – połączyło się w jedną, tworząc obecną Kouvolę, mającą ponad 88 tys. mieszkańców.
W Kuusankoski dorastał fiński piłkarz Sami Hyypiä.

## Miasta partnerskie
- Świecie
- Aabybro
- Lindesberg
- Mülheim an der Ruhr
- Oppdal
- Orosháza
- Wołogda